# San José (departement)
 For alternative betydninger, se San José. (Se også artikler, som begynder med San José)
San José er et af de 19 departementer i Uruguay. Departementet har et areal på 4.992 kvadratkilometer og et indbyggertal (pr. 2004) på 103.104.
San José-departementets hovedstad er byen San José de Mayo.
34°20′20″S 56°42′37″V / 34.3389°S 56.7103°V